# Glinna (obwód brzeski)
Glinna (biał. Глінна, Hlinna; ros. Глинно, Glinno) – wieś na Białorusi, w obwodzie brzeskim, w rejonie janowskim, w sielsowiecie Horbacha, nad Kanałem Dniepr-Bug (Królewskim).

## Historia
W dwudziestoleciu międzywojennym wieś i folwark leżące w Polsce, w województwie poleskim, w powiecie drohickim, w gminie Odryżyn. W 1921 wieś liczyła 298 mieszkańców, zamieszkałych w 83 budynkach, w tym 295 Rusinów i 3 Polaków. 296 mieszkańców było wyznania prawosławnego i 2 rzymskokatolickiego. Folwark natomiast liczył 24 mieszkańców, zamieszkałych w 2 budynkach. Wszyscy oni byli Rusinami wyznania prawosławnego.
Po II wojnie światowej w granicach Związku Sowieckiego. Od 1991 w niepodległej Białorusi.